# Liste der Kulturgüter in Ersigen
Die Liste der Kulturgüter in Ersigen enthält alle Objekte in der Gemeinde Ersigen im Kanton Bern, die gemäss der Haager Konvention zum Schutz von Kulturgut bei bewaffneten Konflikten, dem Bundesgesetz vom 20. Juni 2014 über den Schutz der Kulturgüter bei bewaffneten Konflikten sowie der Verordnung vom 29. Oktober 2014 über den Schutz der Kulturgüter bei bewaffneten Konflikten unter Schutz stehen.
Objekte der Kategorie A und B sind vollständig in der Liste enthalten, Objekte der Kategorie C fehlen zurzeit (Stand: 11. Februar 2024). Unter übrige Baudenkmäler sind geschützte Objekte zu finden, die im Bauinventar des Kantons Bern als «schützenswert» verzeichnet sind.

## Kulturgüter
| Foto |                                                                | Objekt                              | Kat. | Typ | Standort                                     | Beschreibung |
| ---- | -------------------------------------------------------------- | ----------------------------------- | ---- | --- | -------------------------------------------- | --- |
| ja   | Datei hochladen · Wikidata zu Gehöft (Q19362670)               | Gehöft KGS-Nr.: 09209               | A    | G   | Niederösch, Dorfstrasse 5, 7 613080 / 218625 | 1785 erbautes Bauernhaus in Ständerbauweise unter Dreiviertelwalmdach. Voluminöser Baukörper mit seitleren Obergeschoss-Lauben, sehr breiter Hauptfront und durch zwei Fensterachsen leicht betonte Mitte. Qualitätvolle,dekorative Einzelteile mit rot-schwarzer Akzentuierung, Laubenausschnitte mit hinterlegten schwarzen Brettern.                                                     |
| BW   | Datei hochladen · Wikidata zu Mühle mit Mühlestock (Q29652078) | Mühle mit Mühlestock KGS-Nr.: 01127 | B    | G   | Niederösch, Mühlehalde 4, 6 613625 / 218450  | 1813 erbaute Mühle im spätklassizistischen Stil. Über einem Sandstein-Keller errichteter, repräsentativer Bau in gemischter Bauweise mit Ründen. An der südwestlichen Seitenfront befindet sich im Obergeschoss eine Laube, an der nordöstlichen eine Terrasse. Daneben steht der Mühlestock aus dem Jahr 1797, ein repräsentativer Putzbau unter mächtigem, vorkragendem Mansard-Walmdach. |

## Übrige Baudenkmäler
Hinweis: Anstelle der KGS-Nummer wird als Objekt-Identifikator (ID) die Grundstücksnummer verwendet.
| ID   | Foto |                                                           | Objekt                        | Typ | Standort                                      | Beschreibung |
| ---- | ---- | --------------------------------------------------------- | ----------------------------- | --- | --------------------------------------------- | ------------ |
| 20   | BW   | Datei hochladen                                           | Speicher (1686)               | G   | Niederösch, Dorfstrasse 14 613175 / 218566    |              |
| 31   | BW   | Datei hochladen                                           | Speicher (1707)               | G   | Oberösch, Dörflistrasse 2 612722 / 217761     |              |
| 31   | BW   | Datei hochladen                                           | Bauernhaus (1800)             | G   | Oberösch, Dörflistrasse 7 612736 / 217794     |              |
| 38   | BW   | Datei hochladen                                           | Brunnen (spätes 18. Jh.)      | K   | Ersigen, Burgdorfstrasse N.N. 611844 / 215649 |              |
| 38   | BW   | Datei hochladen                                           | Bauernhaus (Mitte 17. Jh.)    | G   | Oberösch, Bachstrasse 6 612678 / 217528       |              |
| 45   | BW   | Datei hochladen                                           | Bauernhaus (1813)             | G   | Niederösch, Dorfstrasse 39 613572 / 218469    |              |
| 49   | BW   | Datei hochladen                                           | Bauernhaus (1771)             | G   | Oberösch, Bachstrasse 1 612699 / 217583       |              |
| 49   | BW   | Datei hochladen                                           | Stöckli (1835)                | G   | Oberösch, Bachstrasse 3 612739 / 217575       |              |
| 55   | BW   | Datei hochladen                                           | Bauernhaus (1807)             | G   | Niederösch, Dorfstrasse 27 613377 / 218514    |              |
| 55   | BW   | Datei hochladen                                           | Stöckli (1764)                | G   | Niederösch, Dorfstrasse 29 613404 / 218496    |              |
| 64   | BW   | Datei hochladen                                           | Bauernhaus (um 1800)          | G   | Niederösch, Dorfstrasse 12 613086 / 218542    |              |
| 73   | BW   | Datei hochladen                                           | Bauernhaus (1854)             | G   | Niederösch, Dorfstrasse 1 613002 / 218720     |              |
| 95   | BW   | Datei hochladen                                           | Speicher (1689)               | G   | Oberösch, Dörflistrasse 15a 612996 / 217407   |              |
| 108  | BW   | Datei hochladen                                           | Bauernhaus (1812)             | G   | Rudswil, Huebstrasse 12 612629 / 216547       |              |
| 108  | BW   | Datei hochladen                                           | Wohnstock (1848)              | G   | Rudswil, Huebstrasse 14 612660 / 216525       |              |
| 111  | BW   | Datei hochladen                                           | Speicher (1. Hälfte 17. Jh.)  | G   | Oberösch, Rain 13a 613122 / 217438            |              |
| 136  | ja   | Datei hochladen · Wikidata zu Gehöft (Q19362670)          | Bauernhaus (1785)             | G   | Niederösch, Dorfstrasse 5 613074 / 218621     |              |
| 136  | ja   | Datei hochladen · Wikidata zu Stöckli (1797) (Q111846661) | Stöckli (1797)                | G   | Niederösch, Dorfstrasse 7 613098 / 218635     |              |
| 139  | BW   | Datei hochladen                                           | Stöckli (1837)                | G   | Oberösch, Dörflistrasse 4 612738 / 217734     |              |
| 139  | BW   | Datei hochladen                                           | Bienenhaus (1888)             | G   | Oberösch, Dörflistrasse 4b 612726 / 217725    |              |
| 144  | BW   | Datei hochladen                                           | Bauernhaus (1812/13)          | G   | Niederösch, Oeschstrasse 3 613409 / 218410    |              |
| 144  | BW   | Datei hochladen                                           | Stöckli (1815)                | G   | Niederösch, Oeschstrasse 1 613400 / 218445    |              |
| 152  | BW   | Datei hochladen                                           | Bauernhaus (1861)             | G   | Niederösch, Dorfstrasse 31 613442 / 218470    |              |
| 152  | BW   | Datei hochladen                                           | Stöckli (1841)                | G   | Niederösch, Dorfstrasse 33 613465 / 218459    |              |
| 160  | BW   | Datei hochladen                                           | Speicher (1739)               | G   | Ersigen, Burgdorfstrasse 2b 611867 / 215613   |              |
| 169  | BW   | Datei hochladen                                           | Bauernhaus (1903/04)          | G   | Niederösch, Dorfstrasse 4 612954 / 218692     |              |
| 175  | BW   | Datei hochladen                                           | Herrenstock (1835)            | G   | Niederösch, Dorfstrasse 35 613499 / 218465    |              |
| 189  | BW   | Datei hochladen                                           | Stöckli (1838)                | G   | Ersigen, Hintergasse 7 611810 / 215880        |              |
| 190  | BW   | Datei hochladen                                           | Bauernhaus (1915)             | G   | Niederösch, Oeschstrasse 5 613365 / 218352    |              |
| 190  | BW   | Datei hochladen                                           | Stöckli (1819)                | G   | Ersigen, Dorfstrasse 39 611919 / 215890       |              |
| 204  | BW   | Datei hochladen                                           | Ehemalige Taverne (1723)      | G   | Niederösch, Oeschstrasse 6 613346 / 218387    |              |
| 218  | BW   | Datei hochladen                                           | Bauernhaus (1805)             | G   | Ersigen, Schürgasse 8 611913 / 216483         |              |
| 218  | BW   | Datei hochladen                                           | Stöckli (1805)                | G   | Niederösch, Riedstrasse 2 612978 / 218588     |              |
| 224  | BW   | Datei hochladen                                           | Stöckli mit Ofenhaus (1821)   | G   | Niederösch, Dorfstrasse 10 613039 / 218563    |              |
| 234  | BW   | Datei hochladen                                           | Bauernhaus (1826)             | G   | Ersigen, Dorfstrasse 60 612182 / 216401       |              |
| 240  | BW   | Datei hochladen                                           | Gasthof zum Bären (1784–1788) | G   | Ersigen, Burgdorfstrasse 1 611850 / 215677    |              |
| 243  | BW   | Datei hochladen                                           | Brunnen (1789)                | K   | Niederösch, Mühlehalde N.N. 613658 / 218468   |              |
| 279  | BW   | Datei hochladen                                           | Wohnstock (1822)              | G   | Ersigen, Dorfstrasse 73 612214 / 216521       |              |
| 279  | BW   | Datei hochladen                                           | Speicher (1701)               | G   | Ersigen, Dorfstrasse 73b 612197 / 216501      |              |
| 286  | BW   | Datei hochladen                                           | Stöckli (1834)                | G   | Niederösch, Dorfstrasse 21 613287 / 218578    |              |
| 294  | BW   | Datei hochladen                                           | Bauernhaus (1788)             | G   | Ersigen, Hofacherweg 6 611836 / 215961        |              |
| 302  | BW   | Datei hochladen                                           | Bauernhaus (1820)             | G   | Ersigen, Dorfstrasse 14 611730 / 215411       |              |
| 302  | BW   | Datei hochladen                                           | Speicher (1706)               | G   | Ersigen, Dorfstrasse 14a 611744 / 215444      |              |
| 303  | BW   | Datei hochladen                                           | Ofenhaus (1853)               | G   | Ersigen, Dorfstrasse 9 611710 / 215434        |              |
| 323  | BW   | Datei hochladen                                           | Bauernhaus (1831)             | G   | Ersigen, Dorfstrasse 52 612123 / 216302       |              |
| 363  | BW   | Datei hochladen                                           | Wohnstock (um 1850)           | G   | Ersigen, Dorfstrasse 29 611865 / 215812       |              |
| 376  | BW   | Datei hochladen                                           | Bauernhaus (1810)             | G   | Ruedswil, Ruedswilstrasse 1 612656 / 216771   |              |
| 406  | BW   | Datei hochladen                                           | Bauernhaus (1805)             | G   | Ersigen, Hintergasse 3 611792 / 215836        |              |
| 443  | BW   | Datei hochladen                                           | Speicher (1656)               | G   | Ersigen, Dorfstrasse 36a 611987 / 216017      |              |
| 495  | BW   | Datei hochladen                                           | Stöckli (1751)                | G   | Ersigen, Burgdorfstrasse 3 611900 / 215671    |              |
| 495  | BW   | Datei hochladen                                           | Bauernhaus (1796)             | G   | Ersigen, Burgdorfstrasse 5 611935 / 215646    |              |
| 507  | BW   | Datei hochladen                                           | Speicher (1705)               | G   | Ersigen, Dorfstrasse 45a 611886 / 215951      |              |
| 542  | BW   | Datei hochladen                                           | Bauernhaus (Mitte 19. Jh.)    | G   | Ersigen, Landstrasse 3 611460 / 216086        |              |
| 855  | ja   | Datei hochladen                                           | Kurhaus (1907)                | G   | Rudswil, Badstrasse 1 612854 / 216593         |              |
| 1194 | BW   | Datei hochladen                                           | Speicher (1748)               | G   | Ersigen, Dorfstrasse 13a 611741 / 215467      |              |